# Moodswinger

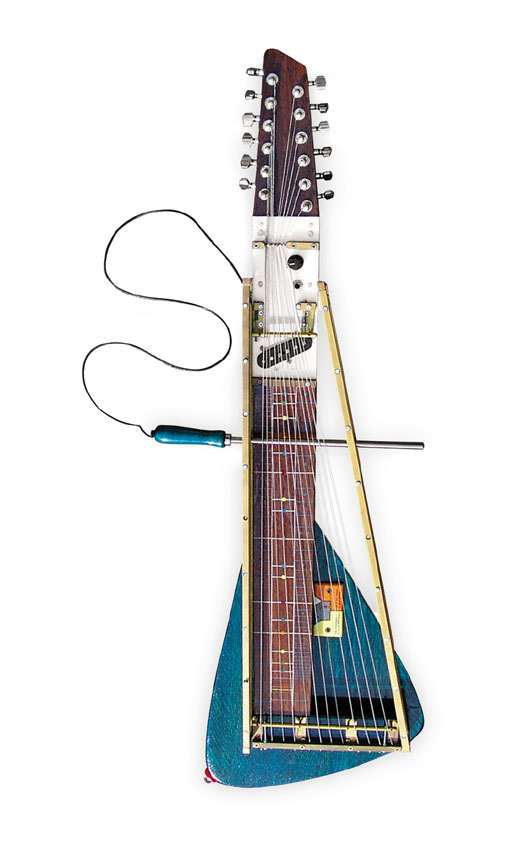
La Moodswinger, una cítara eléctrica con un tercer puente adicional, Yuri Landman, 2006.

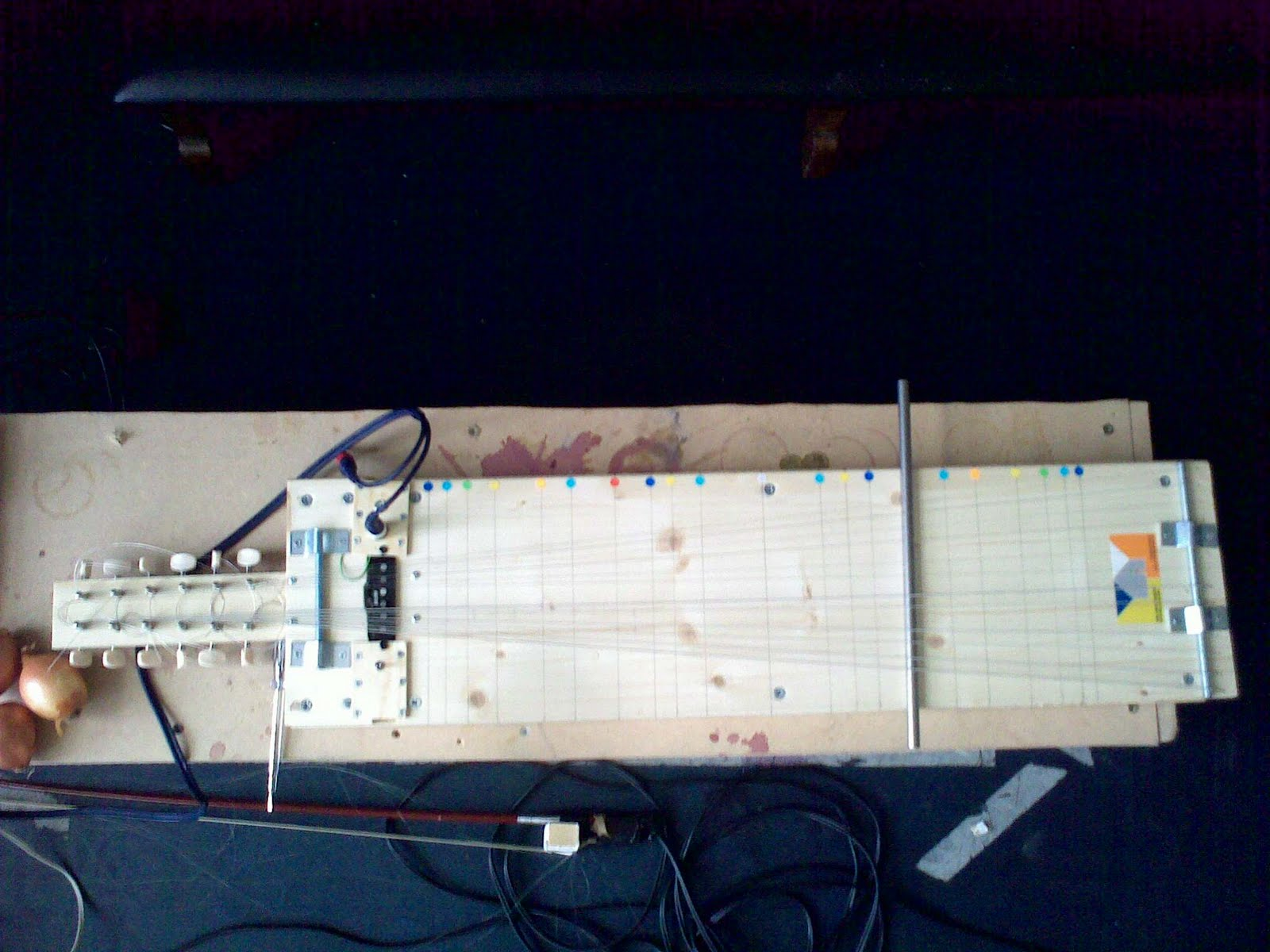
La Home Swinger.

Ataque, resonancia y la combinación.

La Moodswinger es un instrumento de cuerda creado por Yuri Landman. Aunque en apariencia es similar a una guitarra eléctrica, es en realidad una cítara, ya que no tiene traste ni tampoco cuello. Se puede decir en resumen que es una cítara resonante de 12 cuerdas con un tercer puente. La pastilla y electrónicas están construidas hasta el cuello, al contrario del cuerpo que poseen las guitarras eléctricas convencionales. 
En marzo del 2006, Landman contactó con la banda americana Liars con quienes acordó fabricarles el instrumento. Al cabo de dos meses fabricó dos copias de la Moodswinger, una para el guitarrista/baterista Aaron Hemphill y otra para él mismo.
En 2008 Landman creó la Moodswinger II por The Luyas, mono y stereo, y en 2009 la Home Swinger, una versión hágalo usted mismo para workshops en festivales de música.

## Cómo funciona

El tercer puente divide las cuerdas en 2 segmentos con tonos diferentes. Cuando se toca la parte inversa, la guitarra suena como una campana. La cuerda resuena en mayor o menor medida según cómo la parte de atrás se toca, dependiendo de la posición del tercer puente a lo largo de la cuerda. En las posiciones nodales armónicas la cuerda resuena más que en otras posiciones. Por ejemplo, dividiendo la cuerda 1/3 + 2/3 crea una resonancia limpia, mientras al dividirla en 24/33+9/33 se crea poca resonancia.

### Temas relacionados
- Resonancia (mecánica)
- Armónico
- Formante
- Intervalo musical
- Consonancia

## Afinación y armónico

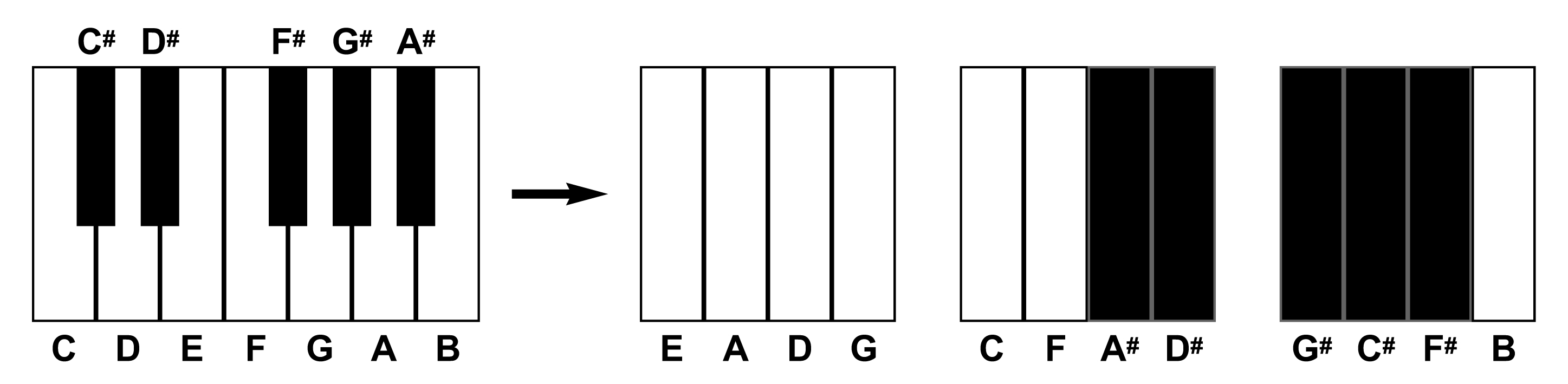
La afinación de Moodswinger.

La afinación de Moodswinger es un círculo de cuartas E-A-D-G-C-F-A#-D#-G#-C#-F#-B.

## Armónico
Las posiciones armónico el tercer puente:

## Música
- Liars - Leather Prowler (Liars (álbum) 2007, cancione 3)

## Véase también

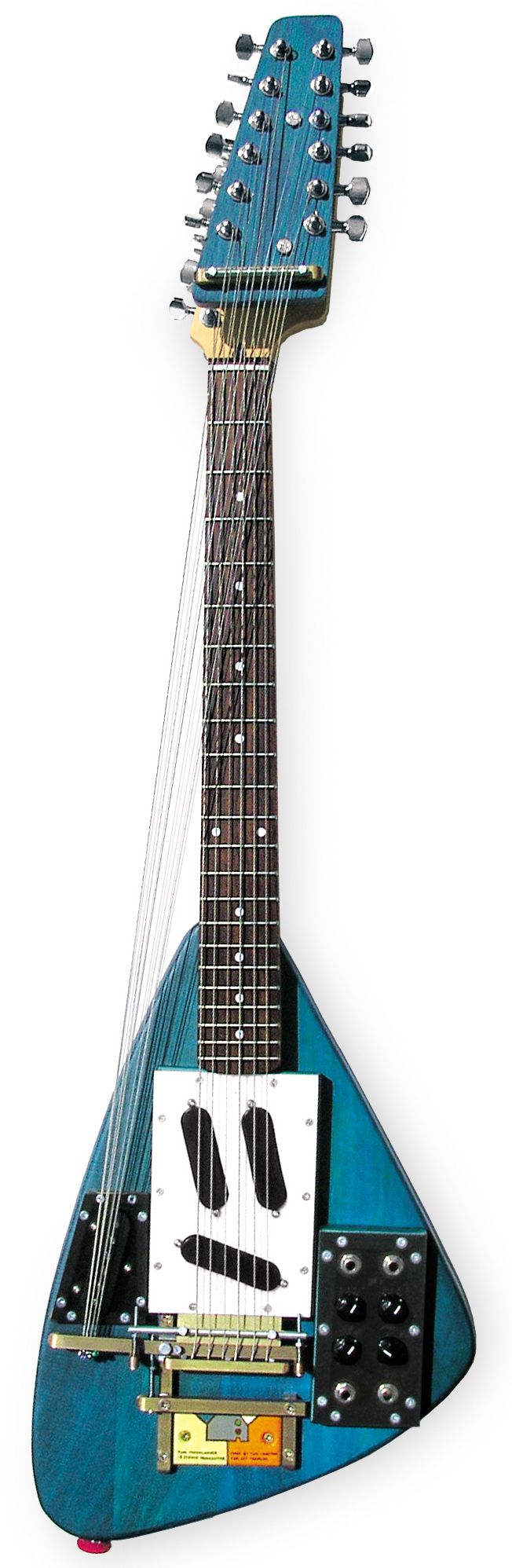
La Moonlander, Sonic Youth.